# Robin des Bois (film, 2018)
Pour les articles homonymes, voir Robin des Bois (homonymie).
Pour plus de détails, voir Fiche technique et Distribution.
Robin des Bois (Robin Hood) est un film d'aventure américain réalisé par Otto Bathurst, sorti en 2018. Il s’agit de l’adaptation de la tradition orale Robin des Bois.

## Synopsis
Lord Robin de Loxley vit à Nottingham avec sa compagne Marianne, qu'il a rencontrée alors qu'elle tentait de lui voler un cheval. Il est recruté par le shérif de Nottingham pour combattre dans la troisième croisade contre les Sarrasins. Après quatre ans loin de l'Angleterre, Robin est désillusionné par les croisades quand il ne parvient pas à empêcher son commandant, Guy de Gisbourne, d'exécuter des prisonniers, y compris un jeune garçon, malgré la supplication du père du garçon. Cet incident incite Gisbourne à renvoyer Robin chez lui.
À son retour à Nottingham, Robin apprend de son vieil ami le frère Tuck que le shérif l'a officiellement déclaré mort deux ans auparavant afin de s'emparer des terres et des richesses de Robin pour continuer à financer l'effort de guerre à la demande du Cardinal, exilant les citoyens de la ville dans la mine de charbon de l'autre côté de la rivière. Robin surprend une conversation de roturiers qui prévoient de se soulever contre le gouvernement qui les opprime et les exploite, c'est ainsi qu'il apprend que Marianne est la compagne de leur chef, Will Tillman. Voulant contacter Marianne, Robin en est empêché par l'Arabe dont il a tenté de sauver le fils. L'homme se présente comme Yahya, ce qui selon lui, peut être traduit par Jean, et propose que lui et Robin travaillent ensemble pour mettre fin à la guerre en volant l'argent pris au peuple pour financer le conflit de l'église. Marianne se rend dans le manoir de Robin en apprenant qu'il est vivant, mais il choisit de ne pas lui parler de ses plans pour sa propre protection.
Grâce à un programme d'entraînement intense dans son manoir maintenant décrépit, Robin améliore considérablement ses compétences en tir à l'arc et au combat et commence à voler les richesses que le shérif a extorquées aux citadins, gagnant le surnom de The Hood (« L'Archer »), tout en dissimulant ses activités en se faisant passer pour un playboy frivole qui soutient le régime du shérif. Lors d'une fête en l'honneur du Cardinal, Marianne et Robin découvrent que la guerre est un stratagème de l'Eglise, qui finance également l'armée sarrasine, pour vaincre le roi et revendiquer le pouvoir après sa mort. Gisbourne et ses hommes attaquent les villageois à la demande du shérif afin de trouver le justicier masqué. Marianne tente d'intervenir malgré les objections de Will et croise le justicier, qu'elle découvre être Robin. Jean est capturé par Gisbourne et torturé par le shérif mais refuse de révéler l'identité du justicier.
Robin se révèle aux roturiers à la demande de Marianne et est adopté comme leur chef, au détriment de Will. Will mène une émeute pour distraire les hommes du shérif tandis que Robin intercepte une caravane transportant la fortune du shérif hors de Nottingham, qui doit être livrée à l'armée sarrasine. Robin mène ensuite les citadins dans une bataille contre le shérif et ses forces. Lors de la confrontation, Robin partage un baiser avec Marianne, sous les yeux de Will, quelques instants avant qu'il ne soit horriblement défiguré par une explosion. Déçu par la trahison de Marianne, il l'abandonne ainsi que la révolution. Lorsque l'issue de la bataille commence à tourner en faveur du shérif, Robin se rend pour éviter d'autres effusions de sang et est emmené au château du shérif pour être exécuté ; l'un des gardes est en fait Jean, qui s'est échappé de sa cellule, il libère alors Robin. Il prend finalement sa vengeance sur le shérif en le pendant avec une chaîne. Robin et Jean s'enfuient pour retrouver Marianne et les citadins qui les ont aidés dans la forêt de Sherwood, s'y réfugiant comme hors-la-loi.
Pendant ce temps, le cardinal propose à Will de lui offrir sa vengeance et lui offre la possibilité de réclamer le vide du pouvoir à Nottingham s'il est fidèle à l'église. Will est nommé nouveau shérif et déclare Robin et ses compagnons criminels. Le film se termine par Robin tirant une flèche sur un avis de recherche à son nom.

## Fiche technique
Sauf indication contraire, les informations mentionnées dans cette section peuvent être confirmées par la base de données cinématographiques IMDb,  présente dans la section « Liens externes ».
- Titre original : Robin Hood
- Titre provisoire : Robin Hood: Origins
- Titre français et québécois : Robin des Bois
- Réalisation : Otto Bathurst
- Scénario : Ben Chandler et David James Kelly, d'après le personnage de tradition orale Robin des Bois
- Direction artistique : Jean-Vincent Puzos
- Décors : Marc Homes, Anja Müller, Katja Soltes, Tom Still, Steve Summersgill, Nóra Takács et Ketan Waikar
- Costumes : Julian Day
- Photographie : George Steel
- Montage : Chris Barwell et Joe Hutshing
- Musique : Joseph Trapanese
- Production : Jennifer Davisson et Leonardo DiCaprio
- Producteurs délégués : Joby Harold, Basil Iwanyk,Edward L. McDonnell, Tory Tunnell et E. Bennett Walsh
- Sociétés de production : Appian Way et Safehouse Pictures ; Lionsgate et Thunder Road Pictures (coproductions)
- Sociétés de distribution : Lionsgate (États-Unis), Metropolitan Filmexport (France)
- Budget : 100 000 000 $[1]
- Pays d'origine :  États-Unis
- Langue originale : anglais
- Format : couleur
- Genre : aventure
- Durée : 116 minutes
- Dates de sortie[2] :
  - États-Unis : 21 novembre 2018
  - France : 28 novembre 2018

## Distribution
- Taron Egerton (VF : François Deblock ; VQ : Louis-Philippe Berthiaume) : Robin des Bois
- Jamie Foxx (VF : Lucien Jean-Baptiste ; VQ : Pierre Auger) : Yahya / Jean
- Ben Mendelsohn (VF : Philippe Crubézy ; VQ : Frédéric Desager) : le shérif de Nottingham
- Eve Hewson (VF : Rebecca Benhamour ; VQ : Mylène Mackay) : Marianne
- Jamie Dornan (VF : Valentin Merlet ; VQ : Éric Bruneau) : Will Scarlet
- Tim Minchin (VF : Xavier Fagnon ; VQ : François Sasseville (acteur)) : Frère Tuck
- Paul Anderson (VF : Maximilien Seweryn ; VQ : Tristan Harvey) : Guy de Gisborne
- F. Murray Abraham (VF : Féodor Atkine ; VQ : Jacques Lavallée) : le cardinal
- Cornelius Booth (VF : Achille Orsoni) : Lord Pembroke
- Kane Headley-Cummings : Stoker
- Scot Greenan : Clayton
- Lara Rossi (en) : Evelyn
- Kevin Griffiths : Tom
- Catriona Temple : Penny
- Björn Bengtsson : le croisé Tydon
- Josh Herdman : Righteous
- Ian Peck : le diacre cambré
- Eloïse Valli : la danseuse

 Source et légende : version française (VF) sur RS Doublage ; version québécoise (VQ) sur Doublage.qc.ca

## Production

### Genèse et développement
Le projet est annoncé en février 2015, lorsqu'un script est écrit par Joby Harold. Leonardo DiCaprio est alors annoncé à la production, via sa société Appian Way. Deux scripts sont alors développés : Nottingham & Hood par Disney et Hood par Sony. Lionsgate acquiert les droits pour la distribution américaine en mars 2015. En juin 2015, Otto Bathurst est annoncé comme réalisateur.
Le tournage devait débuter en février 2016, mais la production est repoussée car Taron Egerton est occupé par Kingsman : Le Cercle d'or.

### Attribution des rôles
En juillet 2015, les noms de Taron Egerton, Jack Huston, Jack Reynor et Dylan O'Brien sont évoqués pour le rôle de Robin des Bois. En août 2015, il est annoncé que Taron Egerton est en tête de la liste, bien que le studio attende de voir le succès de Kingsman : Services secrets. En septembre 2015, The Hollywood Reporter confirme sa participation au film .
En janvier 2016, Jamie Foxx est annoncé pour camper Petit Jean. En septembre 2016, Jamie Dornan est, quant à lui, annoncé en Will Scarlet. En novembre 2016, Paul Anderson rejoint la distribution dans un rôle non spécifié.
En octobre 2015, Eve Hewson est choisie parmi une centaine d'actrices pour le rôle Marianne.
En décembre 2016, Ben Mendelsohn obtient le rôle du shérif de Nottingham. En février 2017, il est annoncé que le rôle de Frère Tuck revient à Tim Minchin.

### Préparation
Avant le début du tournage, l'acteur Taron Egerton, interprète de Robin des bois, s'est entraîné au maniement de l'arc avec l'archer Lars Andersen, célèbre pour ses tirs associés à des cascades. C'est ainsi que l'acteur a été capable de tirer 2 flèches en moins d'une seconde.

### Tournage
Le tournage débute le 20 février 2017 à Dubrovnik en Croatie,, mais a lieu principalement à Budapest en Hongrie. Une séquence est tournée durant deux jours dans l'église Notre-Dame du Raincy en Seine-Saint-Denis. Certaines scènes sont tournées dans les studios de la Cité du cinéma
Le tournage s'achève le 19 mai 2017,.

## Accueil

### Critique
Dans Le Figaro Magazine, Jean-Christophe Buisson estime que ce film est « du grand n'importe quoi stratosphérique. La crème des navets. Un ratage à tous les étages ». Il précise : « La thèse est en gros que ce sont les chevaliers chrétiens qui ont semé le chaos au Moyen-Orient au nom d'une religion guerrière et impérialiste, tandis que l'islam, incarné par le brave « petit Jean », n'est que bonté, générosité et lumière. Par ailleurs, cardinaux et prêtres se révèlent tous corrompus, prévaricateurs, moches et partouzards. Sauf Tuck, mais il se défroque ! Un summum, on vous dit ».
Par ailleurs, le film revêt un intérêt « politique » selon Bruno Deruisseau des Inrockuptibles, qui souligne « sa capacité à filer sa métaphore contemporaine », avec la question récurrente du « qui vole qui », « le pouvoir en place étant représenté par des CRS en armure, au risque d'un anachronisme visuellement étonnant ».

### Box-office
Robin des bois a rapporté 30 824 628 $ aux États-Unis et au Canada, et environ 54 000 000 $ à l'étranger, pour un total de 86 489 031 $, pour un budget initial de 100 000 000 $. Le Deadline Hollywood a calculé que le film a fait perdre au studio 83 700 000 $ en prenant en compte toutes les dépenses et tous les revenus.
Aux États-Unis et au Canada, Robin des bois est sorti en même temps que Creed 2 et Ralph 2.0, et était diffusé pendant la même période que le film Green Book : Sur les routes du sud. Le film a rapporté environ 15 000 000 $ en étant projeté dans 2827 cinéma durant les cinq jours de la semaine d'ouverture. Le film a rapporté 3 200 000 $ le premier jour de projection, ce chiffre inclut 1 200 000 $ des précédentes projections en avant-première. Le film a fini sa première semaine à la 7e place du box office. Lors de sa seconde semaine le film a rapporté 4 700 000 $, diminuant de 48% et chutant à la 8e place.
| Pays ou région    | Box-office   | Date d'arrêt du box-office | Nombre de semaines |
| ----------------- | ------------ | -------------------------- | ------------------ |
| États-Unis Canada | 30 824 628 $ |                            | 51                 |
| France            | 2 681 406 $  |                            | 7                  |
| Total mondial     | 86 489 031 $ |                            |                    |